# Новый Кумляк
Новый Кумляк (Житари) — село в Пластовском районе Челябинской области, входит в состав Демаринского сельского поселения.

## География
Село находится в лесостепной части региона. Протекает река Кумляк.
Уличная сеть состоит из двух географических объектов: ул. Нагорная и ул. Речная.
Абсолютная высота 293 метра над уровнем моря
.

## Население
| 2002 | 2010 |
| ---- | ---- |
| 236  | ↘180 |

## Инфраструктура
Личное подсобное хозяйство.

## Транспорт
Конечный пункт автодорог «Старый Кумляк — Новый Кумляк» (идентификационный номер 74 ОП РЗ 75К — 371) длиной 3,5 км и «Зерновой — Новый Кумляк» (идентификационный номер 74 ОП РЗ 75К — 421) длиной 3 км.